# Васіліос Сурліс
Васіліос Сурліс (грец. Βασίλειος Σουρλής, нар. 16 листопада 2002, Афіни, Греція) — грецький футболіст, півзахисник польського клубу «Ракув».

## Ігрова кар'єра

### Клубна
Васіліос Сурліс є вихованцем футбольної академії столичного клубу «Олімпіакос». У 2019 році він був переведений до першої команди і підписав з клубом свій перший професійний контракт. Першу гру в основі півзахисник провів 15 липня 2020 року в ході сезону 2019/20. Він зіграв ще кілька матчів за першу команду, але стати повноцінним гравцем основи Сурліс не зумів.
Першу половину сезону 2022/23 він провів в оренді у нідерландському клубі «Фортуна» (Сіттард). А після завершення того сезону перейшов до клубу грецької Суперліги «Астерас». Після року в клубі — в червні 2024 року Сурліс перебрався до польського клубу «Ракув», з яким підписав дворічний контракт.

### Збірна
У 2019 році у складі юнацької збірної Греції (U-17) Сурліс брав участь у юнацькому чемпіонаті Європи в Ірландії. На турнірі футболіст зіграв у трьох матчах.

## Титули
Олімпіакос
 Чемпіон Греції (3): 2019/20, 2020/21, 2021/22